# Rayan Aït-Nouri
Rayan Aït-Nouri (ur. 6 czerwca 2001 w Montreuil) – algierski piłkarz francuskiego pochodzenia, występujący na pozycji obrońcy w angielskim klubie Manchester City oraz w reprezentacji Algierii.
Wychowanek Paris FC, w trakcie swojej kariery grał także w Angers SCO. Młodzieżowy reprezentant Francji.